# Katarzyna Onyszkiewiczowa

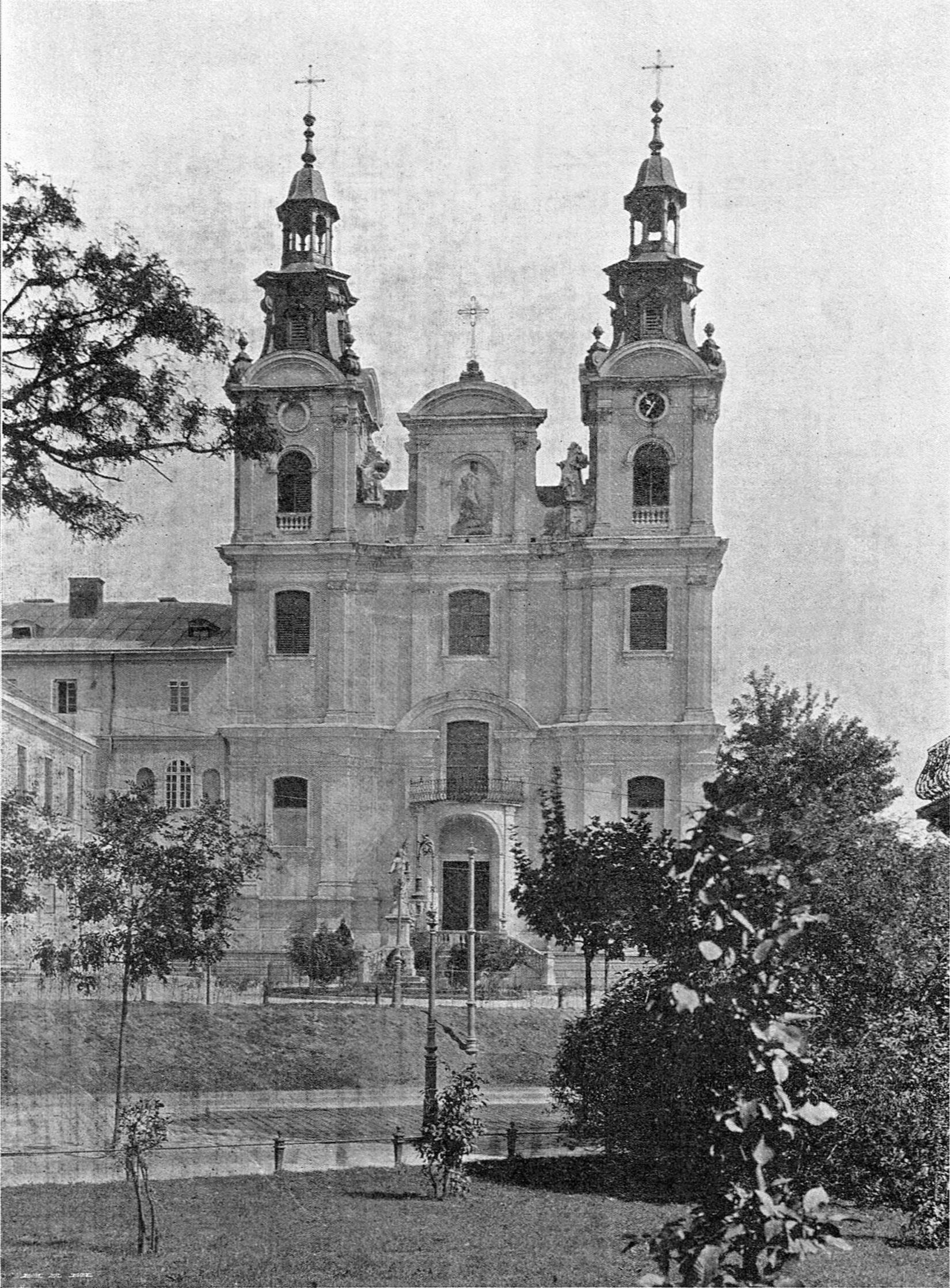
Kościół św. Marii Magdaleny we Lwowie między 1900 a 1904 rokiem (w XIX wieku istniało tu więzienie dla kobiet)

Katarzyna Onyszkiewiczowa znana także jako Katarzyna Kikierczuk, Kasia Koczeczukowa, Klotylda Koczerczuk, Ksawera Onyszkiewicz, Heńka Onyszkiewiczowa, Joanna Topolnicka i Ksenia Unyszkiewicz (ur. ok. 1840 w Czerniowcach?, zm. 9 marca 1895 we Lwowie) – galicyjska trucicielka, przestępczyni i seryjna morderczyni, działająca głównie na prowincji zaboru austriackiego w drugiej połowie XIX wieku (przez ówczesną prasę okrzyknięta „Demonem Kobiecym”).

## Życiorys

### Młodość
Wiele faktów z życia Onyszkiewiczowej jest niepewnych. Pochodziła prawdopodobnie z Czerniowiec w północnej Bukowinie. Dziś to historyczny region Ukrainy, wówczas znajdujący się w granicach cyrkułu czerniowieckiego Królestwa Galicji i Lodomerii, kraju koronnym Cesarstwa Austrii (od 1867 roku cześć Przedlitawii Austro-Węgier). Urodzona w stanie chłopskim, w wierze greckokatolickiej. Jej ojciec miał się nazywać Jan Onyszkiewicz, a matka – Marynia. W młodości utrzymywała się prawdopodobnie z szycia. Nie wiadomo, jak naprawdę się nazywała. W zależności od miejsca posługiwała się różnymi imionami i nazwiskami. Do historii przeszła jako Katarzyna Onyszkiewiczowa.

### Działalność przestępcza
Po raz pierwszy została osądzona w 1858 roku w Czerniowcach za kradzież i skazana na 6 miesięcy pozbawienia wolności. Rok później w Śniatyniu skazano ją na 20 rózgów, również za kradzież.
Jej modus operandi polegał na tym, że chodziła od wsi do wsi, udając handlarkę lub zakonnicę, prosząc o gościnę. Następnie niczego nieświadomym gospodarzom podawała usypiający, czasem śmiercionośny wywar (w jego skład wchodziło prawdopodobnie ziele bieluni dziędzierzawej, szaleju jadowitego i lulka czarnego), który powodował nie tylko narkotyczny sen, ale także halucynacje, wymioty, konwulsje i trudności z oddychaniem. Gdy ofiary traciły przytomność, zdzierała z nich cenne przedmioty i plądrowała ich domostwo, po czym znikała. Atakowała ponownie wiele kilometrów dalej, występując pod nowym nazwiskiem i w innym przebraniu. 
Latami grasowała po Galicji i Bukowinie, zyskując sławę jednej z najbardziej złowrogich zbrodniarek w dziejach. Atakowała głównie ludzi ze swojego stanu. Jej ofiarami padali głównie mężczyźni. Nie jest pewne, ile osób tak naprawdę uśmierciła. Z biegiem lat skazywano ją za trzy morderstwa w dwóch oddzielnych procesach (1869 i 1872).
W 1869 roku w Stanisławowie po raz pierwszy została osądzona za morderstwo i skazana na 10 lat pozbawienia wolności, wyrok miała odbyć w kobiecym więzieniu w klasztorze św. Marii Magdaleny we Lwowie, ale po niecałym roku dnia 9 lipca 1870 o godzinie 6:00 rano z niego zbiegła, razem z inną osadzoną, niejaką Barbarą Woźną z Lubienia.
W tym samym roku dnia 7 listopada została wytropiona i schwytana w Krakowie przez lwowskiego komisarza p. Meidingera i ajenta p. Milleta, skąd odesłano ją z powrotem do Lwowa, a tam skazano na dodatkowe 10 lat więzienia, za kolejne dwa morderstwa popełnione poprzez otrucie. W nocy z 2 na 3 września 1879 roku znów udało się jej uciec. Schwytano ją ponownie 18 września tego samego roku, tym razem w Monasterzyskach.

### Ostatni proces i śmierć
Jej ostatni proces odbył się w lutym 1880 roku we Lwowie i cieszył się wielkim zainteresowaniem. Przed budynkiem sądu gromadziły się tłumy, a ówczesne media szczegółowo relacjonowały jego przebieg.

Patrząc na nią, przychodzą na myśl nocne orgie na Łysej Górze. W wiekach średnich spławiono by ją niezawodnie

Sąd skazał ją na dziesięć lat więzienia – kara miała być dodana do wcześniejszych wyroków, na wolność wyszłaby dopiero w 1901 roku. W maju 1883 roku znów próbowała uciec, podpalając przy tej okazji więzienie, plan się jednak nie udał. Ostatecznie galicyjska trucicielka zmarła za kratkami więzienia św. Marii Magdaleny we Lwowie w 9 marca 1895 roku.